# Smyga niema
Smyga niema är en insektsart som beskrevs av Irena Dworakowska 1995. Smyga niema ingår i släktet Smyga och familjen dvärgstritar. Inga underarter finns listade i Catalogue of Life.